# Gaultheria malayana
Gaultheria malayana är en ljungväxtart som beskrevs av Airy Shaw. Gaultheria malayana ingår i släktet Gaultheria och familjen ljungväxter. Inga underarter finns listade i Catalogue of Life.